# Echiothrix
Echiothrix es un género de roedores de la subfamilia de los murines, formado por solo dos especies que son endémicas de la isla de Célebes, en Indonesia.

## Especies
- Echiothrix centrosa (Miller & Hollister, 1921)
- Echiothrix leucura (Gray, 1867)